# 前田拓郎
前田 拓郎（まえだ たくろう、1983年- ）は、日本のクラシック音楽のピアニスト。

## 来歴
長崎県島原市出身。3歳より母親にピアノの手ほどきを受けピアノを始める。

東京芸術大学音楽学部附属音楽高等学校、東京芸術大学を経て、同大学大学院音楽研究科修士課程修了。現在、尚美学園大学芸術情報学部音楽表現学科准教授。国際ピアノデュオ協会事務局長。
2004年、皇太子（今上天皇）臨席の下、東京芸術劇場大ホールにて「ショパンピアノ協奏曲の夕べ」に出演、藝大フィルハーモニア管弦楽団（指揮：小林研一郎）と、ショパン：ピアノ協奏曲第1番を共演したのをはじめ、これまでにポーランド国立クラクフ室内管弦楽団、オランダ国立・ユース・オーケストラ、東京交響楽団、九州交響楽団、諫早交響楽団、横浜国立大学管弦楽団、日本ユンゲオーケストラなどと共演。

## 受賞歴
- 1995年、第49回全日本学生音楽コンクール 小学校の部 全国大会 第1位、及び野村賞受賞。
- 1998年、第52回全日本学生音楽コンクール 中学校の部 全国大会 第1位、及び野村賞受賞。
- 2003年、第4回安川加壽子記念コンクール 第1位、及び安川加壽子音楽賞受賞。
- 2005年、第2回ショパン国際ピアノコンクールin ASIA派遣部門 金賞、及びFaith賞受賞。
- 2008年度、第35回日本ショパン協会賞受賞。

## 師事した人物
ピアノを馬場幸子、中村順子、多 美智子、ソルフェージュを柴戸亜樹、竹島悠紀子の各氏に師事。